# هاري جونز (لاعب كرة قدم)
هاري جونز (بالإنجليزية: Harry Jones)‏ (26 أكتوبر 1911 - 22 فبراير 1957 ببرستون) هو لاعب كرة قدم بريطاني (وحمل سابقاً جنسية المملكة المتحدة لبريطانيا العظمى وأيرلندا) في مركز الهجوم. لعب مع بريستون نورث إيند ووست بروميتش ألبيون.

## وصلات خارجية
- هاري جونز على موقع قاعدة بيانات كرة القدم.إي يو (الإنجليزية)